# Funeral Diner
Funeral Diner war eine von 1998 bis 2007 bestehende Screamoband aus Half Moon Bay, Kalifornien.

## Geschichte
Funeral Diner entstand 1998 nach der Auflösung der Bands Nexus Six (Daniel Patrick Bajda, Dave Mello) und Portraits of Past (Matt Bajda). Viertes Mitglied zur Gründung war der Bassist Sean O’Shea. Die Band spielte Konzerte in der lokalen Umgebung und nahm erste Lieder auf. Vier Lieder erscheinen im Januar 1999 auf einer Split-EP zusammen mit alten Liedern von Nexus Six in einer Auflage von 1.000 Einheiten. Im Laufe des Jahres verließ O’Shea die Band und wurde durch Rob Prevail von Living War Room ersetzt. Zudem fand sich in Phil Benson ein neuer Sänger. Mit den beiden neuen Bandmitgliedern wurde weiter lokal getourt und zwei Split-EPs veröffentlicht. 2000 verließen Prevail und Benson die Band während erneuter Studioaufnahmen. Interimsbassist Andy Radin, der auch die Aufnahmen leitete, wurde nach Beendigung der Aufnahmen ständiger Bassist.
Anfang 2001 begab sich Funeral Diner wieder ins Studio, unterbrochen von einer neunzehntägigen Tour mit den Bands Staircase und The Last Forty Seconds durch die USA und Kanada. Im August 2002 erschien mit Difference of Potential das erste Album.
2002 stieß der Sänger Seth Babb, der sich gerade von seiner Band Walken getrennt hatte, hinzu und Funeral Diner begab sich auf eine sechswöchige Tour durch die USA und Kanada, um anschließend sechs Wochen durch Europa zu touren. Auf der Europatournee vertrat Ben Steidel den Bassisten Andy Radin, der nach der US-Tour die Band verlassen hatte. In den Jahren danach besuchten Funeral Diner auch Japan.
Funeral Diner haben eine große Anzahl an Split-EPs und Samplerbeiträgen veröffentlicht, von denen die meisten in nur sehr begrenzter Stückzahl erschienen. Auch wechselten Funeral Diner häufig das Plattenlabel, so dass es schwer ist, eine vollständige Liste aller veröffentlichten Titel zu erstellen.

## Diskografie

### Splits
- Nexus Six Split 12″ (Januar 1999, Old Glory Records)
- Staircase Split 12″ (August 2001, Ape Must Not Kill Ape)
- Shivering Split 12″ (November 2001, Into The Hurricane / Unfun / City Boot Records)
- Zann Split 7″ (Oktober 2002, Vendetta Records)
- A Sequel of a Story Split (mit End on End, Under a Dying Sun, Endzweck, August 2003, Cosmic Note / City Boot Records)
- The Saddest Landscape Split 7″ (September 2003, Fire Walk With Me Records)
- Dead City Split 12″ (September 2003, Old Glory Records)
- Evylock Split CD (Juni 2004, Falling Leaves Records)
- Raein Split 7″ (Juni 2004, Red Cars Go Faster Records)
- Welcome the Plague Year Split 7″ (Juli 2004, Electric Human Project)
- Evylock Split 10" (März 2005, Somberlain Records)
- Ampere Split 9″ (Juli 2007, Electric Human Project / Clean Plate Records)

### EPs
- The Wicked EP (August 2002, Sorry Records)
- The Wicked EP 10" (Re-Release, Mai 2004, Alone Records)
- Swept Under CD EP (Juni 2005, Cosmic Note Records)
- Doors Open EP CD (März 2007, Sorry Records)

### Alben/LPs
- Difference of Potential LP (August 2002, Ape Must Not Kill Ape)
- Three Sides Dead (Sammlung der Splits mit Nexus Six, Staircaseund the Shivering, September 2003, Lilac Sky)
- EuroTour / Funeral Diner …is dead (CD-R, September 2003, Eigenvertrieb)
- The Underdark (April 2005, Alone Records)

### Sampler
- Inspiration From Forest (September 2003, Falling Leaves)
- Emo Apocalypse Comp (Mai 2006, React With Protest Records)